# معركة جيلان أباد
معركة جیلان‌ أباد (الأحد، مارس 8، 1722) وقعت بين القوات العسكرية للدولة الهوتاكية ضد جيش الدولة الصفوية. والتي عززت سقوط السلالة الصفوية في نهاية المطاف، والتي كانت تتراجع منذ عقود.

## بعد
بعد فوز الحرب، بدأ الهوتاكيين السير ببطء لكن بخطى واثقة في أعمق في بلاد فارس، حتي وصولهم في النهاية نحو أصفهان ، العاصمة الفارسية الصفوية. ويعتقد أن الأرقام وأعداد الضحايا في معركة جیلان‌ أباد تتراوح بين 5000 و 15000 من الجنود الصفويين القتلى.

## مزيد من القراءة
- اكسويرثي، مايكل (2006). سيف فارس: نادر شاه من محارب القبلية لطاغية قاهر. أي بي توريس، لندن. (ردمك 1-85043-706-8)
- جورج بروس ماليسون . تاريخ أفغانستان، من أقرب فترة اندلاع حرب عام 1878. Elibron.com في لندن. (ردمك 1-4021-7278-8)
- جي بي فيرير (1858). تاريخ الأفغان. الناشر: موراي.

## وصلات خارجية
- الجداول الزمنية العالمية - معركة جیلان‌ أباد: الأفغان يهزموا الصفويين ويسيطروا على معظم بلاد فارس
- الصراعات، بعض التفاصيل عن المعركة
- معركة جیلان‌ أباد، باختصار